# Impasse de La Jonquière
L'impasse de La Jonquière est une voie du 17e arrondissement de Paris, en France.

## Situation et accès
L'impasse de La Jonquière est une voie située dans le 17e arrondissement de Paris. Elle est située au 101, rue de La Jonquière.

## Origine du nom

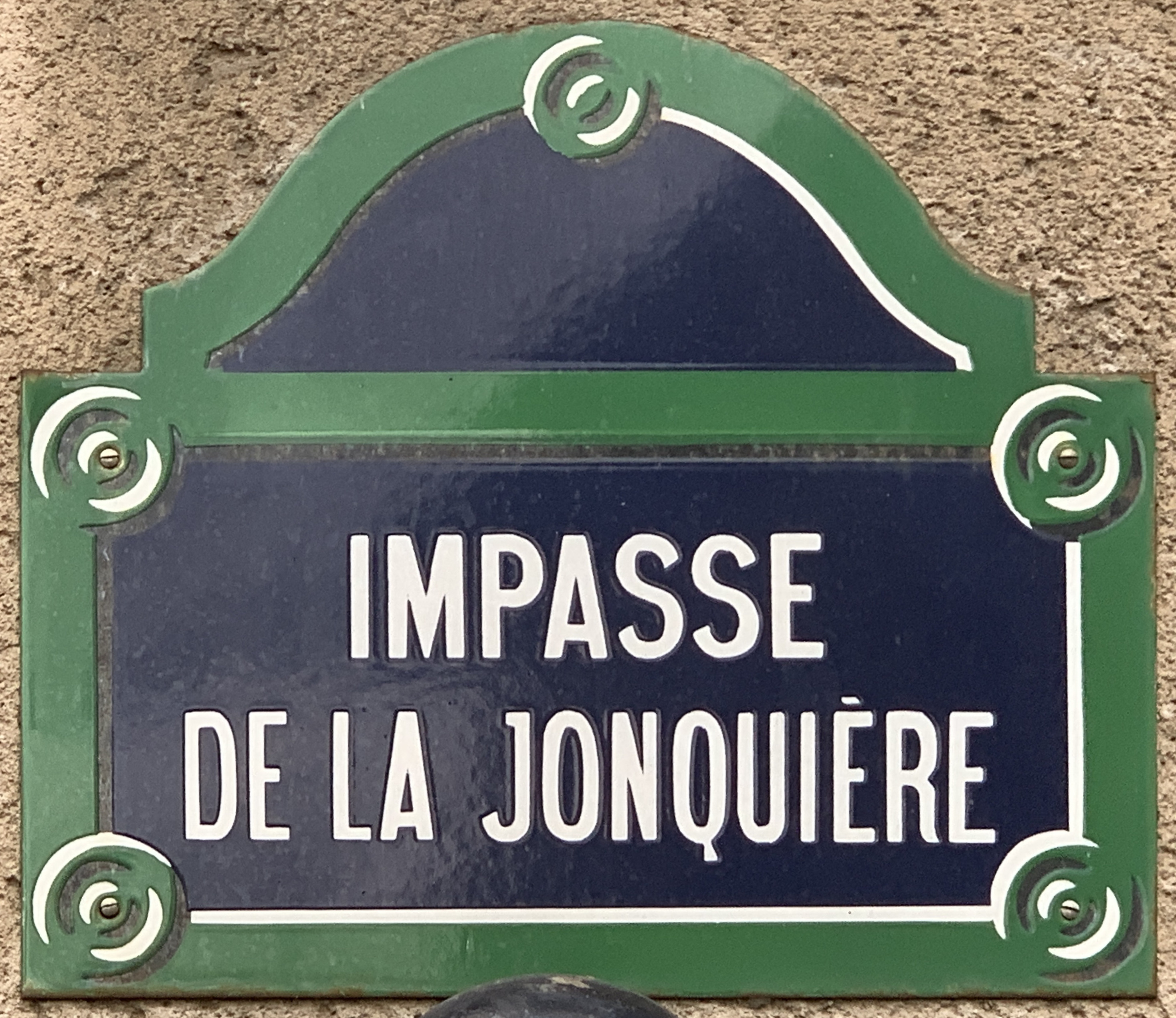
Plaque de l'impasse.

Cette rue porte le nom de Jacques-Pierre de Taffanel de La Jonquière (1685-1752), officier marin français devenu gouverneur de la Nouvelle-France.

## Historique
Cette voie se nommait précédemment « impasse Compoint » avant de prendre sa dénomination actuelle. Elle est fermée à la circulation publique par arrêté municipal du 17 février 1993.